# The Bottle Factory Outing
The Bottle Factory Outing è un romanzo di Beryl Bainbridge del 1974. La storia è ispirata dall'esperienza di lavoro presso una fabbrica di imbottigliamento a seguito del suo divorzio nel 1959.
Il romanzo narra di Freda e Brenda che di notte condividono un triste monolocale, e di giorno lavorano in una fabbrica di imbottigliamento di vino gestita da un italiano a Londra. Freda spera che la gita dell'impresa le fornirà l'occasione di catturare il cuore di Vittorio; Brenda invece cerca unicamente di evitare le grinfie del lascivo Rossi. Ma la gita finisce in tragedia.

## Ricezione
Il romanzo ha vinto il Guardian Fiction Prize ed è stato tra i finalisti del Booker Prize del 1974. The Observer lo ha scelto tra i migliori 100 romanzi di tutti i tempi.